# Terpsiphone bedfordi
El monarca colilargo de Bedford (Terpsiphone bedfordi) es una especie de ave paseriforme de  la familia Monarchidae endémica de la República Democrática del Congo.
Sus hábitats naturales son los bosques secos, bosques húmedos tropicales. Se encuentra amenazada por pérdida de hábitat.